# Vittorio Sanipoli
Vittorio Sanipoli (27 de octubre de 1915 – 25 de julio de 1992) fue un actor teatral, cinematográfico, televisivo y de voz de nacionalidad italiana.

## Biografía
Nacido en Génova, Italia, asistió a la Scuola d'arte drammatica Paolo Grassi en Milán por sugerencia de su tía, la actriz Elvira Betrone, esposa de Annibale Betrone. Debutó en 1939 con la Compagnia dei Gialli, bajo dirección de Romano Calò, actuando más tarde con la Compagnia Odeon de Milán (1941), y con Ruggero Ruggeri y Renzo Ricci en 1948, finalizada la Segunda Guerra Mundial. Ese mismo año empezó a actuar en la radio, participando en la transmisión de obras teatrales como La strada del sole, de Mario Carletti (1939, dirigida por Enzo Ferrieri) y Así es (si así os parece), de Luigi Pirandello (1940, dirigida por Alberto Casella). 
Actor dúctil y versátil, con una excelente técnica y presencia en el escenario, en los años 1950 actuó con la Compagnia Nazionale en el Teatro Valle de Roma (1950-51), con la compañía dirigida por Guido Salvini (1951-52), y con las de Gianfranco De Bosio (Nuovo Teatro Ente Teatrale Italiano 1954-55, Teatro Stabile de Turín, 1957-58) y Luigi Squarzina (1959), pasando con desenvoltura de los papeles dramáticos a los de comedia, obteniendo un gran éxito personal gracias a Detective Story y Anna per mille giorni, obras representadas en 1951. Su carrera prosiguió plena de satisfacciones y culminó en la temporada 1956-57 con la primera representación en Italia de Un cappello pieno di pioggia, dirigiendo Luigi Squarzina a la formación Anna Proclemer-Giorgio Albertazzi y, en 1960, cuando fue premiado por su papel no protagonista con el Premio San Genesio por su actuación en Il Revisore, obra dirigida por Virginio Puecher para el Teatro Stabile de Génova. 
En años sucesivos siguió actuando con éxito: en 1963, Squarzina lo eligió para Corte Savella, y después participó en otras obras, llegando en 1970 al Piccolo Teatro di Milano gracias a Giorgio Strehler, que le dio un personaje de gran profundidad en Santa Giovanna dei macelli, de Bertolt Brecht. 
Su debut en el cine tuvo lugar en plena Segunda Guerra Mundial, utilizando el pseudónimo de Vittorio Sanni, y protagonizando dos agradables películas de aventuras basadas en la obra de Emilio Salgari. A partir de entonces llevó a cabo una respetable carrera en el cine, interpretando un gran número de filmes, como Napoletani a Milano (de Eduardo De Filippo, 1953) y La domenica della buona gente (de Anton Giulio Majano, 1953). Su primer éxito llegó con el papel del romano Marcus Virilius Rufus en  Spartaco (1953), de Riccardo Freda. Especializado en los papeles de reparto, que interpretó con eficacia, fue el ambiguo Ramón en Grisbì, de Jacques Becker (1954), el severo Venturi en La Gran Guerra (de Mario Monicelli, 1959) y el superintendente en Roma bene, de Carlo Lizzani (1971). 
Dotado de una voz ronca y con un cálido timbre, se dedicó también al doblaje, pero no de modo continuo, prefiriendo trabajar en el cine, aun con papeles de reparto y, sobre todo, en el teatro. Uno de los actores a los que dobló más a menudo fue Wallace Beery, destacando en la película Cena a las ocho.
Los años 1950 fueron también un período de intensa actividad radiofónica. Entre sus innumerables interpretaciones figuran  La casa sul fiume (de Giovanni Bonacci, 1950, dirigida por Umberto Benedetto), Giovanna e i suoi giudici (1951, de Thierry Maulnier, dirigida por Salvini), Knock o il trionfo della medicina (1953, de Jules Romains, dirección de Sergio Tofano), Figlio di nessuno (1958, de Henry de Montherlant, dirección de Puecher), y Un marito (1959, de Italo Svevo, dirección de Sandro Bolchi). En los años 1960 y 1970 siguió haciendo teatro radiofónico, con La signora Morli, una e due (1961, de Luigi Pirandello, dirigida por Guglielmo Morandi), La grande orecchia (1964, de Pierre-Aristide Bréal, dirección de Flaminio Bollini), I tre colpi di mezzanotte (1965, de André Obey, dirección de Benedetto), Le notti dell'ira (1966, de Armand Salacrou, dirección de Benedetto), Ifigenia en Áulide (1966, de Eurípides, dirigida por Luchino Visconti), Il giorno della civetta (1967, de Leonardo Sciascia y Giancarlo Sbragia, dirección de Benedetto), Otelo (1940, de William Shakespeare, dirigida por Gino Landi), Il revisore (1971, de Nikolái Gógol, dirigida por Giorgio Bandini), Volpone (1972, de Ben Jonson, dirigida por Pietro Masserano Taricco), Il treno d'Istanbul (1973, de Graham Greene, dirección de Benedetto), Due prigionieri (1975, de Lajos Zilahy, dirección de Majano). Una de sus últimas interpretaciones radiofónicas fue en la original Le audaci memorie di una donna fatale, de Luciano Torrelli, en 1985. 
Pero Sanipoli también tuvo una intensa actividad en la televisión gracias a su presencia en numerosas producciones dramáticas, entre ellas Piccole donne (de Majano, 1955), Umiliati e offesi (de Vittorio Cottafavi, 1958), Il mulino del Po (de Bolchi, 1963), La figlia del capitano (1965) y Luisa Sanfelice (1966), ambas dirigidas por Leonardo Cortese, Scaramouche (de Daniele D'Anza, 1965), Sfida a Cuba (de Piero Schivazappa, 1967), L'affare Dreyfus (dirigida por Leandro Castellani para la serie I giorni della Storia en 1968), I tre camerati (1973, de Lidia C. Ripandelli) y Eleonora (de Silverio Blasi, 1973), L'assassinio dei fratelli Rosselli (de Silvio Maestranzi,  1974), Accadde a Lisbona (de D'Anza, 1974), los tres últimos episodios de Orlando fuorioso (de Luca Ronconi, 1975), Il caso Liuzzo (de Giuseppe Fina, 1976) y Nero su nero (de Dante Guardamagna, 1978). 
Sanipoli también formó parte del reparto de adaptaciones teatrales a la televisión, como fue el caso de Proibito al pubblico (de Corrado Pavolini, 1955), Svegliati e canta (de Blasi, 1956), Piccole volpi (de Claudio Fino, 1960), Il candeliere (de Edmo Fenoglio, 1961), Corte marziale per l'ammutinamento del Caine (de Giacomo Vaccari, 1965), L'aiuola bruciata (de Claudio Fino, 1965), Ross (de Giuseppe Fina, 1969), Chatterton (de Orazio Costa, 1971) y otras muchas. Además, actuó en episodios de varias series televisivas de éxito, como fue el caso de Le inchieste del commissario Maigret, Nero Wolfe, Processi a porte aperte, Tenente Sheridan, Vivere insieme y otras tantas. 
Vittorio Sanipoli abandonó la pantalla a finales de los años 1970, y falleció en 1992, a causa de una enfermedad pulmonar, en un hospital de Roma. Había estado casado con la actriz Amalia D'Alessio.

## Filmografía

### Cine
- La morte civile, de Ferdinando Maria Poggioli (1942).
- Il figlio del corsaro rosso, de Marco Elter (1943).
- Gli ultimi filibustieri, de Marco Elter (1943).
- Quartieri alti, de Mario Soldati (1945).
- O sole mio, de Giacomo Gentilomo (1945).
- Rocambole, episodio La rivincita di Baccarat, de Jacques de Baroncelli (1946).
- Il corriere del re, de Gennaro Righelli (1947).
- Il diavolo bianco, de Nunzio Malasomma (1947).
- Cuore, de Duilio Coletti y Vittorio De Sica (1948).
- Una lettera all'alba, de Giorgio Bianchi (1948).
- Biancaneve e i sette ladri, de Giacomo Gentilomo (1949).
- Cavalcata d'eroi, de Mario Costa (1949).
- Turri il bandito, de Enzo Trapani (1950).
- La bisarca, de Giorgio Simonelli (1950).
- Tormento, de Raffaello Matarazzo (1950).
- Canzone di primavera, de Mario Costa (1951).
- La vendetta di Aquila Nera, de Riccardo Freda (1951).
- Ultimo incontro, de Gianni Franciolini (1951).
- Il mago per forza, de Marino Girolami, Marcello Marchesi y Vittorio Metz (1951).
- Clandestino a Trieste, de Guido Salvini (1951).
- Vedi Napoli e poi muori, de Riccardo Freda (1951).
- La donna che inventò l'amore, de Ferruccio Cerio (1952).
- Il boia di Lillà, de Vittorio Cottafavi (1952).
- Il figlio di Lagardiere, de Fernando Cerchio (1952).
- La trappola di fuoco, de Gaetano Petrosemolo (1952).
- Il romanzo della mia vita, de Lionello De Felice (1952).
- Spartaco, de Riccardo Freda (1953).
- I Piombi di Venezia, de Gian Paolo Callegari (1953).
- Il cavaliere di Maison Rouge, de Vittorio Cottafavi (1953).
- Una donna prega, de Anton Giulio Majano (1953).
- L'età dell'amore, de Lionello De Felice (1953).
- Amanti del passato, de Adelchi Bianchi (1953).
- Napoletani a Milano, de Eduardo De Filippo (1953).
- Il sacco di Roma, de Ferruccio Cerio (1953).
- La domenica della buona gente, de Anton Giulio Majano (1953).
- Gioventù alla sbarra, de Ferruccio Cerio (1954).
- Napoli piange e ride, de Flavio Calzavara (1954).
- Vergine moderna, de Marcello Pagliero (1954).
- Touchez pas au grisbi, de Jacques Becker (1954).
- La reine Margot, de Jean Dréville (1954).
- Orlando e i paladini di Francia, de Pietro Francisci (1956).
- La donna del giorno, de Citto Maselli (1956).
- Addio per sempre!, de Mario Costa (1957).
- La Gran Guerra, de Mario Monicelli (1959).
- Costantino il Grande, de Lionello De Felice (1961).
- Rosmunda e Alboino, de Carlo Campogalliani (1961).
- Morte di un bandito, de Giuseppe Amato (1961).
- Maciste il gladiatore più forte del mondo, de Michele Lupo (1962).
- Violenza segreta, de Giorgio Moser (1963).
- Le verdi bandiere di Allah, de Giacomo Gentilomo y Guido Zurli (1963).
- I compagni, de Mario Monicelli (1963).
- Il figlio del circo, de Sergio Grieco (1963).
- Maigret voit rouge, de Gilles Grangier (1964).
- Agente 077 dall'Oriente con furore, de Sergio Grieco (1965).
- Vacanze sulla neve, de Filippo Walter Ratti (1966).
- Estouffade à la Caraibe, de Jacques Besnard (1967).
- Charada internacional, de Sergio Grieco (1967).
- El "Che" Guevara, de Paolo Heusch (1968).
- Roma bene, de Carlo Lizzani (1971).
- Siamo tutti in libertà provvisoria, de Manlio Scarpelli (1971).
- La década prodigiosa, de Claude Chabrol (1971).
- Les Hommes, de Daniel Vigne (1972).
- Pianeta Venere, de Elda Tattoli (1974).
- Quelli che contano, de Andrea Bianchi (1974).
- Uomini duri, de Duccio Tessari (1974).
- Le guêpier, de Roger Pigaut (1975).
- La giacca verde, de Franco Giraldi (1979).

### Televisión
- Il sacro esperimento, de Fritz Hochwalder, dirección de Gianfranco De Bosio, 8 de abril de 1955.
- Inquisizione, de Diego Fabbri, dirección de Daniele D'Anza, 8 de julio de 1955.
- Proibito al pubblico, dirección de Corrado Pavolini, 11 de noviembre de 1955.
- La commedia di colui che sposò una donna muta, de Anatole France, dirección de Giancarlo Galassi Beria, 17 de enero de 1956.
- Otelo, de William Shakespeare, dirección de Vittorio Gassman, 15 de marzo de 1957.
- Il mulino del Po, de Riccardo Bacchelli, dirección de Sandro Bolchi, 1963.
- La figlia del capitano, de Aleksandr Pushkin, dirección de Leonardo Cortese, 1965.
- Tenente Sheridan, de Mario Casacci, Alberto Ciambricco y Giuseppe Aldo Rossi, episodio La donna di fiori, dirección de Anton Giulio Majano, 1965.
- Luisa Sanfelice, de Alexandre Dumas, dirección de Leonardo Cortese, 1966.
- Le inchieste del commissario Maigret, de Mario Landi, episodio Maigret sotto inchiesta, dirección de Mario Landi, 1966.
- L'affare Dreyfus, de Flavio Niccolini y Leandro Castellani, dirección de Leonardo Cortese, 1968.
- Il patto dei sei - Nero Wolfe, de Giuliana Berlinguer, 1969.
- Il commissario De Vincenzi, de Augusto De Angelis, episodio Il candelabro a sette fiamme, dirección de Mario Ferrero, 1974.
- L'assassinio dei fratelli Rosselli, de Giovanni Bormioli, Gian Pietro Calasso y Aldo Rosselli, dirección de Silvio Maestranzi, 1974.
- Accadde a Lisbona, de Luigi Lunari, dirección de Daniele D'Anza, 1974.
- Murat, de Dante Guardamagna, dirección de Silverio Blasi, 1975.

## Radio
- L'ajo nell'imbarazzo, de Giovanni Giraud, dirección de Alberto Casella, 16 de noviembre de 1939.
- Anime in fondo al mare, de Carlo Manzini, dirección de Alberto Casella, 20 de noviembre de 1939.
- La febbre da fieno, de Noël Coward, dirección de Pietro Masserano Taricco, 8 de agosto de 1949.
- La sera del grande silenzio, de Giovanni Battista Angioletti, dirección de Guglielmo Morandi, 12 de febrero de 1950.
- Los bandidos, de Friedrich Schiller, dirección de Anton Giulio Majano, 13 de febrero de 1950.

## Teatro
- Detective Story, de Sidney Kingsley, dirección de Luigi Squarzina, Teatro Valle de Roma, 30 de enero de 1951.
- Storia di Pablo, de Sergio Velitti, dirección de Virginio Puecher, Piccolo Teatro de Milán, 20 de marzo de 1961.

## Doblaje

### Cine
A lo largo de su carrera como actor de voz, Sanipoli dobló a los siguientes actores : Wallace Beery, John Wayne, Buddy Baer, Ernest Borgnine, John Carroll, Ted de Corsia, John Dehner, Gert Fröbe, Sydney Greenstreet, Moses Gunn, Ben Johnson, Melvyn Douglas, Arthur Kennedy, Jack Warner, William Powell, César Romero, John Sutton, Arnoldo Foà, Luigi Pistilli y Olinto Cristina.

### Animación
- Astérix el Galo
- Bedknobs and Broomsticks